# 倫克施泰因山
46°56′22″N 12°10′00″E / 46.939426°N 12.166534°E

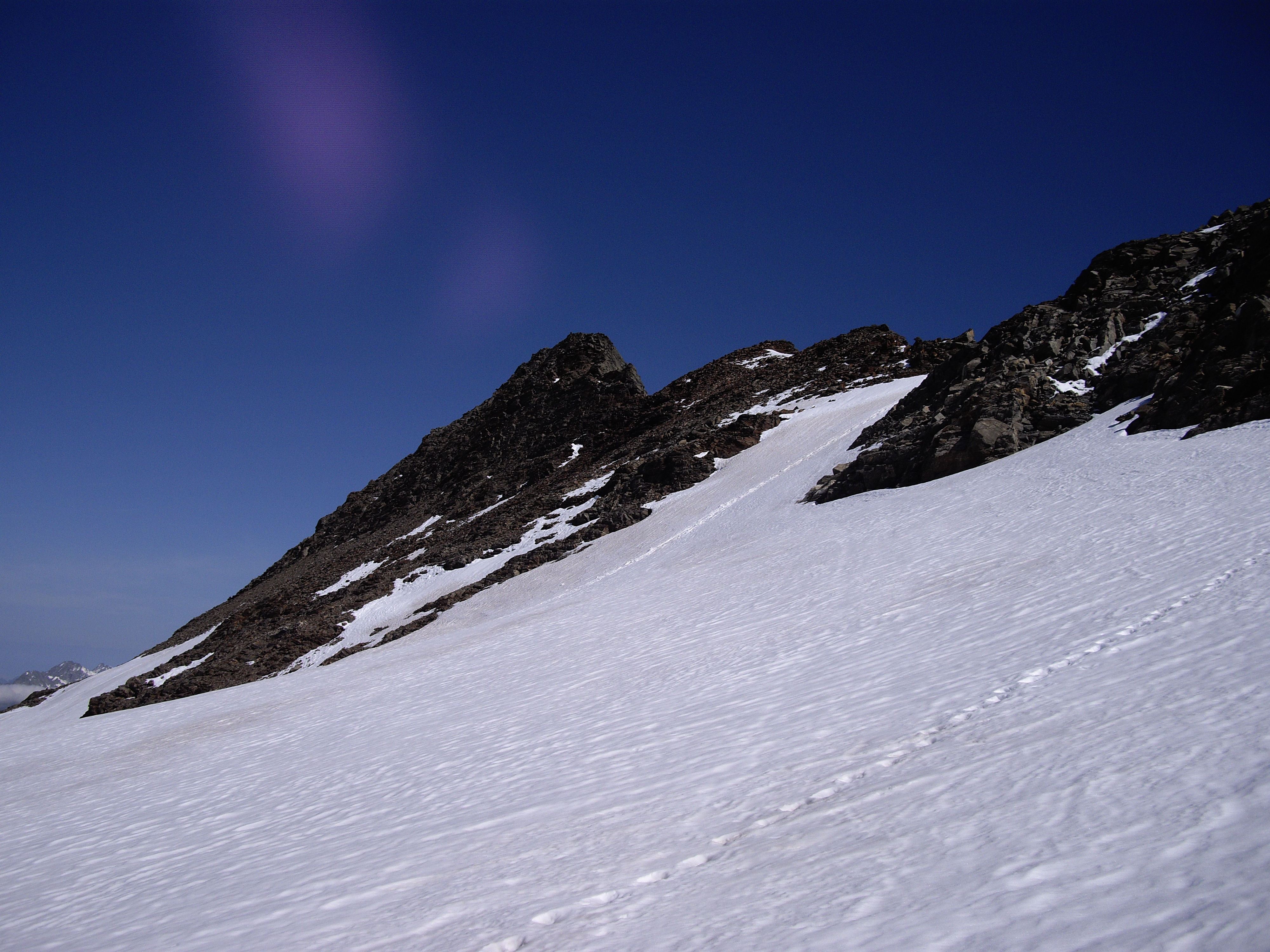

倫克施泰因山（德語：Lenkstein），是中歐的山峰，位於奧地利和意大利接壤的邊境，屬於里塞費納山脈的一部分，距離霍赫加爾山2.9公里，海拔高度3,236米，每年平均降雨量1,874毫米。